# Grenå
Grenå (eller med samma uttal Grenaa, danska: Grenaa) är en tätort och stad på östra Jylland i Danmark. Staden ligger där Grenåen rinner ut i Kattegatt och utgör centralort i Norddjurs kommun i Region Mittjylland (till och med 2006 i Grenå kommun i Århus amt). 2018 var antalet invånare i tätorten 14 176.

## Historia
Grenå är omnämnt i Kung Valdemars jordebok från 1231. Redan i slutet av 1200-talet fanns här, tack vare hamnen, en viktig handelsplats. Dess äldsta bevarade sigill är från omkring 1300. Staden förlänades till Otte Nielsen Rosenkrantz 1441. De äldsta bevarade stadsrättigheterna utfärdades 1445. Grenå kyrka byggdes på 1400-talet. I Kung Valdemars jordebok benämns orten Grindhögd, andra tidiga stavningsvarianter är Grindugh (1354), Gryndu (1404), Grindw (1505), Grinnow (1464), Grindœ (1441) Slutledet kommer alltså från hög snarare än å.
De östliga delarna av staden (inklusive kyrkan) brann ner 1627. Flygsand hade samtidigt försämrat hamnen. Staden kom därför att minska i betydelse och 1672 hade den 454 invånare. Under 1800-talet förbättrades hamnen och staden började åter växa. Den tog då även trafik från Randers Den gamla bebyggelsen är bevarad med bland annat korsvirkeshus från 1700-talet.
| 1731   | 1923   | 1976   | 1981   | 1986   | 1989   | 1992   | 1996   |
| ------ | ------ | ------ | ------ | ------ | ------ | ------ | ------ |
| 700    | 3257   | 13 033 | 13 638 | 13 862 | 13 938 | 14 023 | 14 377 |
| 2000   | 2004   | 2008   | 2012   | 2015   | 2016   | 2017   |        |
| 14 385 | 14 219 | 14 439 | 14 206 | 14 618 | 14 765 | 14 856 |        |

## Ekonomi och utbildning
I Grenå tillverkas pappersemballage och textilier och där finns också maskin- och metallvaruindustrier samt kemisk industri. Bland turistattraktionerna kan nämnas ett modernt akvarium, Kattegatcentret.
I staden ligger Grenå gymnasium liksom Grenå tekniske skole och Grenå handelsskole (de bägge senare utgör gemensamt Djurslands erhvervsskoler).
Den första tidningen som gavs ut i Grenå var Grenaa Avis som med avbrott gavs ut 1850-1946 (på slutet som Djurslands Venstreblad). Grenaa Folketidende gavs också ut från staden 1874‑1965, innan den blev en lokalupplaga av Randers Dagblad fram tills den lades ner 1970. Det fanns också Dagbladet Djursland under åren 1913‑29, innan den blev en del av Randers Amts Avis. Veckotidningarna Djurslands-Posten, Folkebladet Djursland och Grenaa Bladet, som alla ägs av Politikens Lokalaviser ges ut från staden. Från staden sänds även radionkanalen Radio Djursland sedan 1987.

## Infrastruktur & geografi
Grenå har sedan 2020 färjeförbindelse med Halmstad (Färjelinjen Halmstad–Grenå), som 1960–2020 föregicks av Färjelinjen Varberg–Grenå. Staden har även färjeförbindelser med ön Anholt i Kattegatt. Mellan 1934 och 1996 fanns färjeförbindelse med Hundested på Själland. Staden har också en betydande hamn. 
Grenå ligger cirka 60 kilometer från Århus. Städerna förbinds av järnvägen Grenåbanen. Vägförbindelserna primærrute 15 och 16 förbinder staden med andra orter i norra Jylland. Staden låg ursprungligen till norr om Grenåen, men då åns lopp förändrats och staden växt söder ut finns numera även betydande bebyggelse söder om ån. Stadens industriområde ligger i nordost. Staden har stadsdelarna Åstrup, Dolmer, Bredstrup, Hessel, Fuglsang och Grenå strand